# Watichelus cooki
Watichelus cooki är en mångfotingart som beskrevs av Loomis 1949. Watichelus cooki ingår i släktet Watichelus och familjen Atopetholidae. Inga underarter finns listade i Catalogue of Life.